# Mamacoca

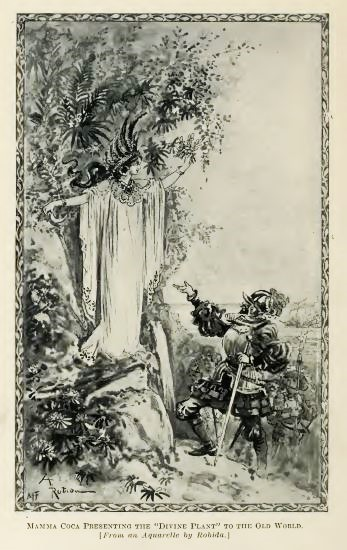
Mamacoca presentando la hoja sagrada al Viejo Mundo. Ilustración en el libro The History of Coca: The Divine Plant of the Incas (1901) de William Golden Mortimer.

En la cosmovisión andina, Mamacoca o Cocamama (en ortografía quechua contemporánea: Kuka Mama), hace referencia al espíritu de la planta de la coca (Erythroxylum coca y Erythroxylum novogranatense) en los Andes de Sudamérica. Al espíritu se le atribuye el género femenino. Desde esta concepción, Mamacoca es un «sujeto no humano con agencia» social que puede enseñar saberes a las personas curanderas de la medicina tradicional en los Andes y en la Amazonía. Asimismo, en contextos más allá de los terapéuticos, Mamacoca ocupa también la función de mediadora entre los humanos y las otras formas de existencia a través de las ofrendas y la lectura de las hojas.

## Funciones
Esta divinidad es invocada durante el phukuy de un kintu, la lectura de hojas de coca, para solicitar asistencia o como un medio comunicación con otras divinidades como Pachamama o un Apu o Wamani (montaña sagrada).